# Лаје
Лаје (енгл. Laie) насељено је место за статистичке потребе у америчкој савезној држави Хаваји. По попису становништва из 2010. у њему је живело 6.138 становника.

## Демографија
Према попису становништва из 2010. у граду је живело 6.138 становника, што је 1.553 (33,9%) становника више него 2000. године.
| Група             | 2000.         | 2010.         |
| Белци             | 1.237 (27,0%) | 1.712 (27,9%) |
| Афроамериканци    | 16 (0,3%)     | 48 (0,8%)     |
| Азијати           | 423 (9,2%)    | 843 (13,7%)   |
| Хиспаноамериканци | 143 (3,1%)    | 319 (5,2%)    |
| Укупно            | 4.585         | 6.138         |